# Microbianor madagascarensis
Microbianor madagascarensis là một loài nhện trong họ Salticidae.
Loài này thuộc chi Microbianor. Microbianor madagascarensis được Dmitri Viktorovich Logunov miêu tả năm 2009.